# Lucien Gaudin
Lucien Alphonse Paul Gaudin  (ur. 27 września 1886 w Arras, zm. 23 września 1934 w Paryżu) – francuski szermierz, multimedalista olimpijski oraz mistrz świata.
Znalazł się w kadrze Francji na igrzyska olimpijskie w Londynie w 1908 roku, jednak ostatecznie nie wystartował. Pierwszy start olimpijski zanotował w 1920 roku, kiedy razem z kolegami zdobył srebrny medal we florecie drużynowym na igrzyskach olimpijskich w Antwerpii. Na rozgrywanych cztery lata później igrzyskach olimpijskich w Paryżu  zdobył dwa medale. Najpierw Lucien Gaudin, Philippe Cattiau, André Labatut, Roger Ducret, Henri Jobier, Jacques Coutrot, Guy de Luget i Joseph Perotaux zwyciężyli we florecie drużynowym. W rundzie finałowej, w pierwszym pojedynku Francuzi spotkali się z Włochami. W walce Gaudina z Aldo Bonim, przy wyniku 4:4 sędzia przyznał zwycięski punkt Francuzowi co rozwścieczyło Boniego, który obraził sędziego. Sędzia zażądał przeprosin, Boni odmówił, a włoska reprezentacja odśpiewała hymn Włoch i wycofała się z walki na znak protestu. Następnie razem z Georges’em Buchardem, Rogerem Ducretem, Georges’em Tainturierem, André Labatutem, Alexandre'em Lippmannem i Robertem Liottelem zdobył złoto w szpadzie drużynowej. Brał też udział w igrzyskach olimpijskich w Amsterdamie w 1928 roku, gdzie trzykrotnie stawał na podium. Najpierw wspólnie z Cattiau, Ducretem, Labatutem, Raymondem Flacherem i André Gaboriaudem był drugi we florecie drużynowym. Następnie zwyciężył we florecie indywidualnym. W rundzie finałowej uzyskał taki sam wynik co Giulio Gaudini i Erwin Casmir z Rzeszy Niemieckiej. Oba pojedynki barażowe o miejsce na podium Gaudin wygrał, wyprzedzając Casmira i Gaudiniego. Ponadto Gaudin zwyciężył w szpadzie indywidualnej. W walkach barażowych o medale Francuz wygrał dwa pojedynki, a jednej walki nie rozegrano. Ostatecznie Gaudin zdobył złoto, Buchard był drugi, a brąz zdobył George Calnan z USA.
Podczas mistrzostw świata w Paryżu w 1921 roku (oficjalnie zawody tego cyklu rozgrywane są pod tą nazwą dopiero od 1937) wywalczył złoty medal w szpadzie indywidualnej, wyprzedzając rodaka, Gastona Cornereau i Holendra Henriego Wijnoldy-Daniëlsa.
W latach 1905–1914 zdobywał indywidualne mistrzostwo kraju we florecie. Z zawodu był bankierem; w 1934 zbankrutował, a 23 września tego roku popełnił samobójstwo.